# کاترین هرولد
کاترین هرولد (انگلیسی: Kathryn Harrold؛ زادهٔ ۲ اوت ۱۹۵۰) یک هنرپیشه اهل ایالات متحده آمریکا است. وی از سال ۱۹۷۶ میلادی تاکنون مشغول فعالیت بوده‌است.
از فیلم‌های معروف او می‌توان به بازی در فیلم انتقام منصفانه و در دل شب اشاره کرد.